# Normandie (cuirassé)
Pour les autres navires du même nom, voir Normandie (navire).
La Normandie est une frégate cuirassée de classe Gloire lancée en 1860 pour la Marine française.

## Histoire
En 1862, le cuirassé participe à l'Expédition du Mexique en emmenant l'amiral Edmond Jurien de La Gravière.